# Rathaus (Altdorf bei Nürnberg)

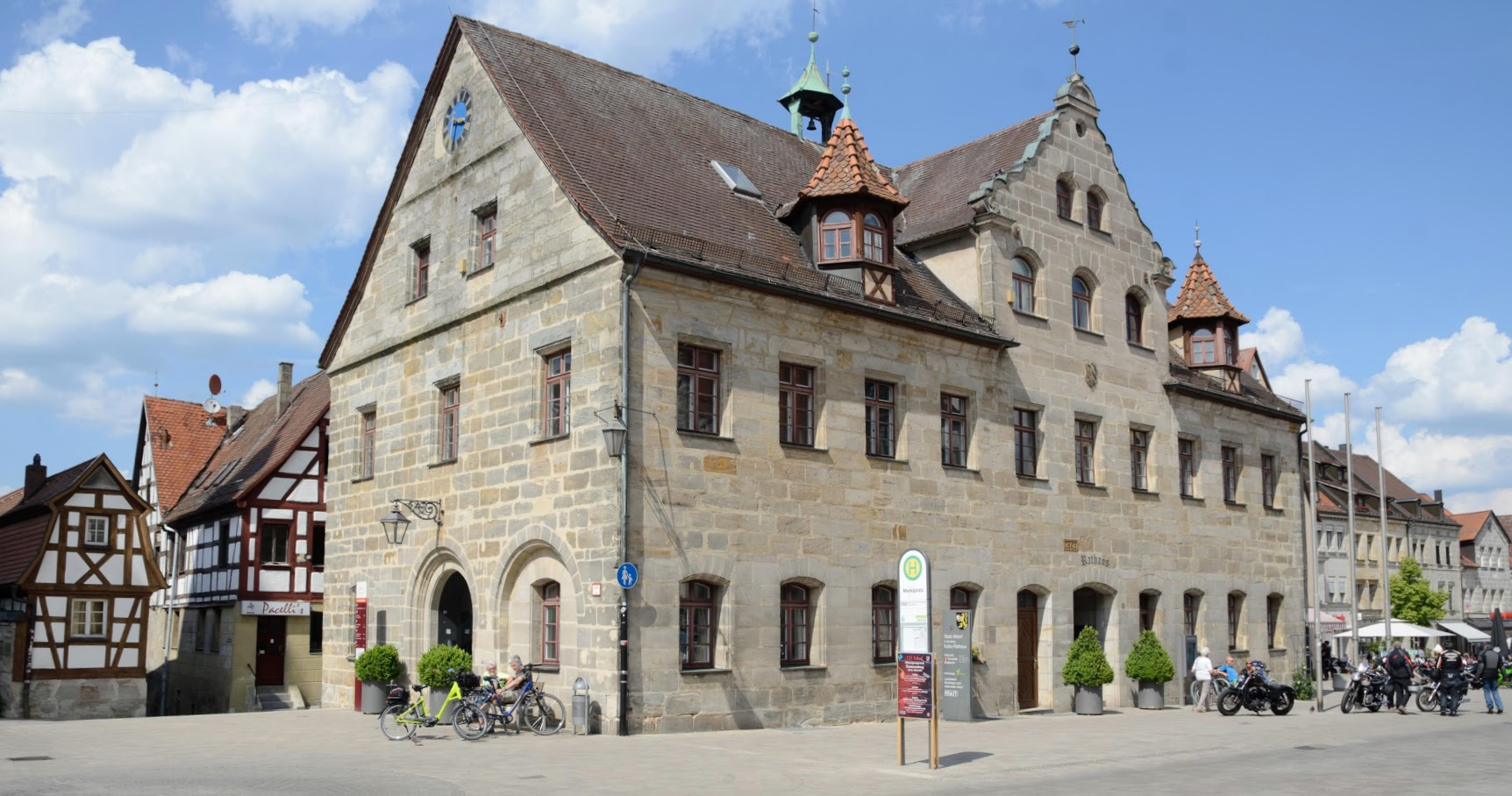
Ehemaliges Rathaus in Altdorf

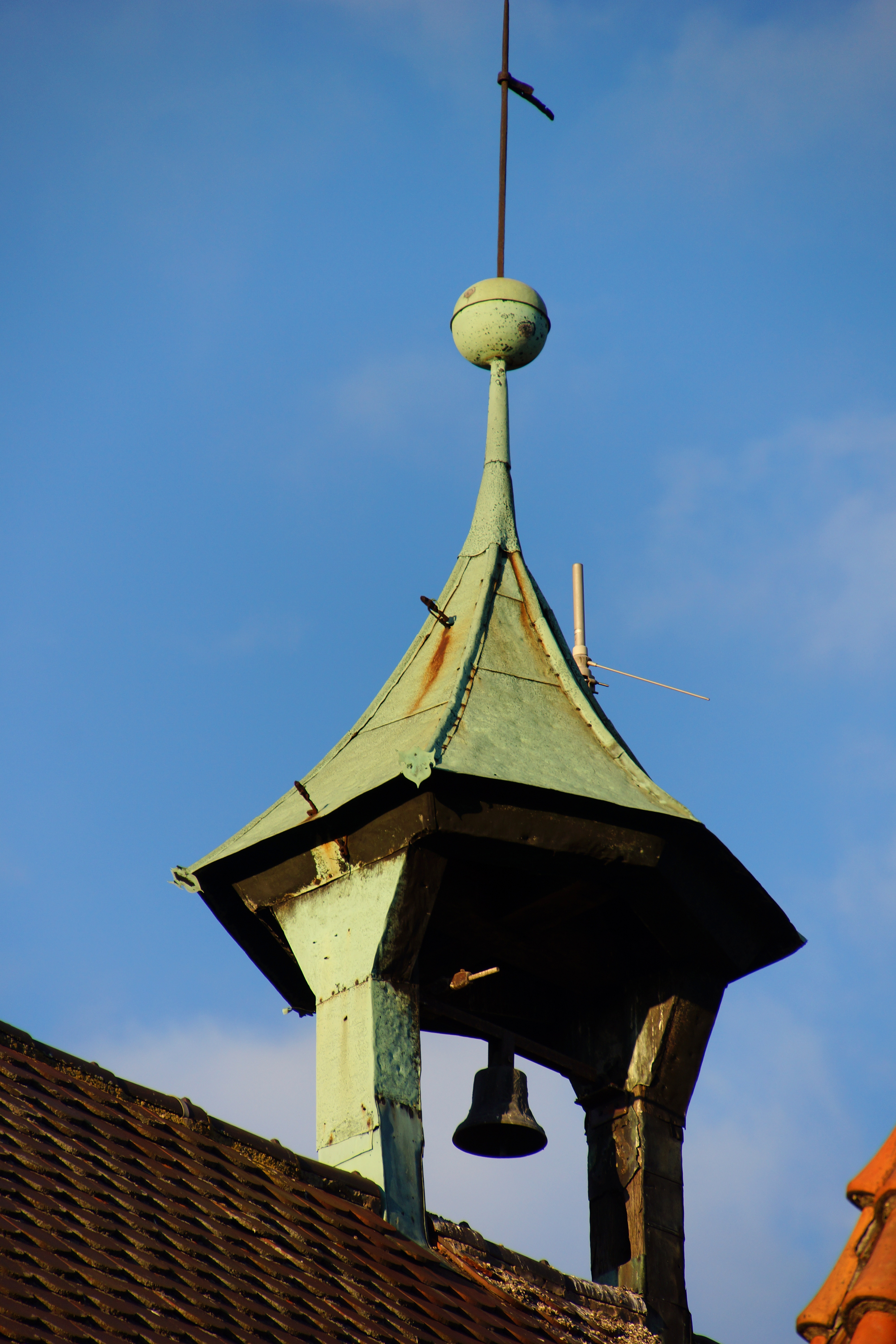
Dachreiter mit Glocke

Das Rathaus in Altdorf bei Nürnberg, einer Stadt im mittelfränkischen Landkreis Nürnberger Land in Bayern, wurde 1565 errichtet und 1860 erneuert. Das ehemalige Rathaus mit der Adresse Oberer Markt 2, direkt neben der evangelisch-lutherischen Stadtkirche St. Laurentius, ist ein geschütztes Baudenkmal.
Der zweigeschossige Sandsteinquaderbau mit Satteldach und offenem Dachreiter mit Glocke hat an der Südseite ein Zwerchhaus mit Schweifgiebel und türmchenartige Gauben mit Zeltdächern.  
Bei einer umfangreichen denkmalgerechten Renovierung wurde die historische Bausubstanz des Rathauses im Stil der Renaissance wieder sichtbar gemacht. Heute ist im Gebäude das Kulturamt der Stadt untergebracht.